# 비디오 아트

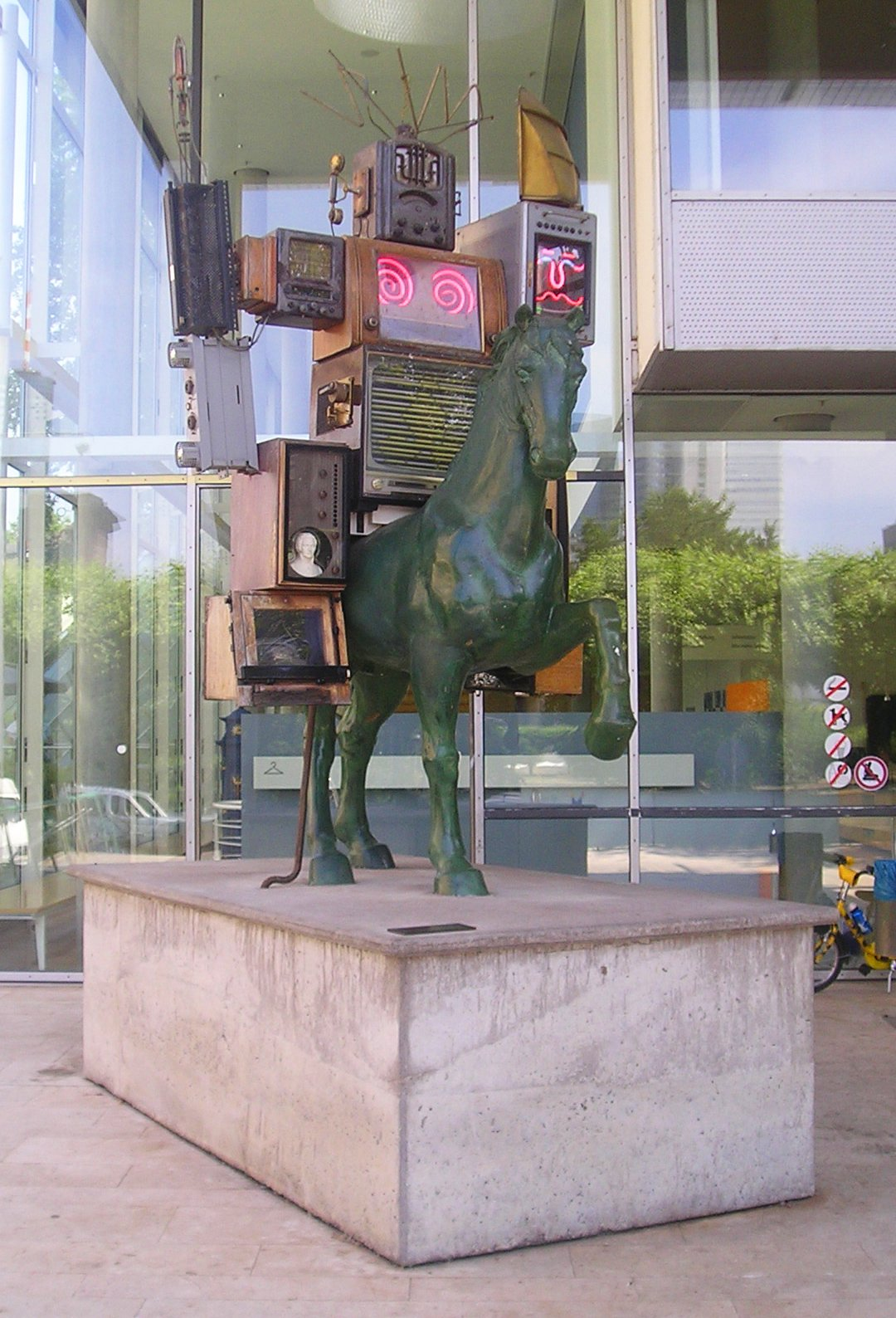
백남준의 《Pre-Bell-Man》 (1989년). 독일 프랑크푸르트 커뮤니케이션 박물관 소장.

비디오 아트(video art)는 비디오 매체를 표현 수단으로 한 예술을 말한다. 비디오 아트는 여러 형식을 지닐 수 있는데, 기계회로에 세공을 가해 얻어지는 빛이나 소리의 변형, 드라마나 음악을 담은 비디오 테이프, DVD, 디지털 파일을 비디오 모니터·프로젝터에 재생하는 설치미술, 온라인 스트리밍을 통한 이미지와 사운드의 전시도 존재한다.
비디오 아트라는 이름은 90년대 전까지 가장 널리 쓰였던 녹화 매체인 비디오 테이프에서 유래하였다. 1960년대 말, 비디오 테이프 리코더와 같은 신기술의 개발로, 비디오 매체가 방송국에 한하지 않고 일반 소비자를 대상으로도 보급되기 시작하면서 비디오 아트라는 예술이 부상하기 시작하였다. 1990년대 말부터 디지털 녹화 기기가 발달하면서, 기존의 비디오 아트 예술가들은 디지털 기술을 새로운 표현수단으로 삼아 활동하고 있으며, 이는 곧 디지털 아트라는 또다른 이름으로 나아갔다.
비디오 아트와 그 이전의 영상 예술과의 차이점은, 비디오 아트는 극장 상영용으로 정의되는 필름 매체의 관습에 구애받지 않는다는 점이다. 비디오 아트는 배우를 고용할 필요도, 인물의 대화를 담을 필요도, 이야기나 플롯을 담을 필요도, 그 밖에 오락매체로서의 영화로 여길 수 있는 보편적 관습에 얽매이지 않는다.  마찬가지로 영화의 하위 장르인 아방가르드 영화, 단편 영화, 실험 영화 등은 필름 매체의 관습을 다소 공유하기 때문에 비디오 아트와는 차별된다.

## 역사

### 초창기
비디오 아트의 개척자로는 한국 태생의 백남준이 널리 꼽힌다. 젊은 시절 독일에서 유학 중이던 그는 1963년 3월 우페르탈의 파르나스 갤러리에서 〈음악의 전시 - 전자 텔레비전〉 (Exposition of Music – Electronic Television)를 처음으로 선보였다. 그해 5월 볼프 보스텔도 미국 뉴욕의 스몰린 갤러리에서 〈6 TV Dé-coll/age〉라는 이름의 텔레비전 설치미술을, 독일 쾰른에서 〈네 머릿속의 태양〉(Sun in your head)이라는 영상 작품을 제작하였다. 〈네 머릿속의 태양〉은 본래 16mm 필름으로 촬영되었으나 1967년 비디오테이프로 이식되었다.
비디오 아트라는 이름에 걸맞는 직접적인 계기는, 1965년 백남준이 소니 포터팩 비디오 카메라를 구입해 뉴욕시를 방문한 교황 바오로 6세를 촬영한 것이 회자된다. 그날 백남준은 그리니치 빌리지 카페에서 교황을 찍은 영상 테이프를 상영하였고 이것이 곧 비디오 아트의 탄생이라는 평가다.

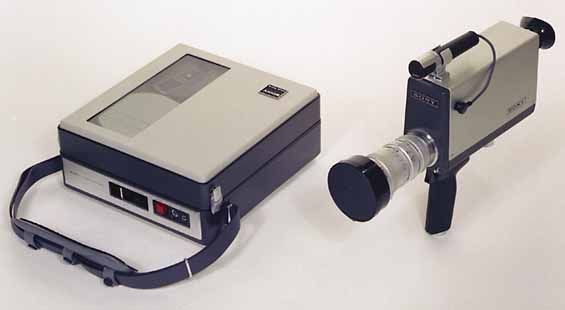
소니 AV-3400 포터팩

1960년대 일반인용 비디오 장비가 보급되기 전에는 비상업용 8mm 필름과 16mm 필름이 유일한 영상 작업 수단이었다. 소니 사의 포터팩이 처음 출시되고 다른 회사에서도 잇따라 비디오 촬영 녹화 기기를 내놓으면서, 여러 아티스트들이 비로소 신기술을 통한 영상 작업을 할 수 있게 되었다.
초창기 비디오 아트를 이끌었던 아티스트들은 동시대 개념미술, 퍼포먼스, 실험영화 운동과의 접점이 많았다. 당시 미국에서 현대미술과 실험영화에 몸담던 이들 중 비디오 아트에 주목했던 인물로는 상술한 백남준, 비토 아콘치, 발리 엑스포르트, 존 발데사리, 피터 캠퍼스, 도리스 토튼 체이스, 모린 코너, 노먼 코위, 드미트리 데뱌트킨, 프랭크 질레트, 댄 그레이엄, 게리 힐, 조앤 조나스, 브루스 노먼, 빌 비올라, 구보타 시게코, 마사 로슬러, 윌리엄 웨그맨 등이 있었다. 슈테이너 바술카와 우디 바술카도 비디오라는 매체의 형식적 특성에 관심을 갖고, 비디오 신디사이저를 통한 추상화를 제작하기 시작하였다. 같은 시기 캐나다에서는 케이트 크레이그, 베라 프렌켈, 마이클 스노가 활동하였다.

### 1970년대
비디오라는 매체의 전성기가 시작되던 1970년대부터 비디오 아트는 비디오 형식의 한계를 본격적으로 실험하였다. 미국의 피터 캠퍼스의 작품 〈더블 비전〉 (Double Vision)은 두 대의 포터팩 카메라에서 내보내는 영상 신호를 전자 믹서로 결합하여, 왜곡된 동시에 근본적으로 불협된 화상을 만들어냈다. 또 다른 대표작인 조앤 조너스의 《버티컬 롤》 (Vertical Roll)은 조앤 작가 본인이 춤추는 사전 녹화 영상을 TV로 되감기 재생하여, 비디오의 재생 조정을 다층적이고 복합적인 표현으로 승화하였다.

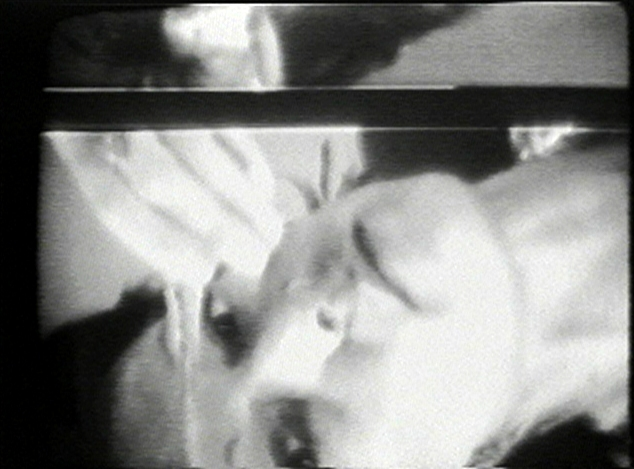
조앤 조너스의 1972년 영상 작품의 스틸컷

미국의 비디오 아트 흐름은 대부분 뉴욕시를 중심으로 하였으며, 1972년 슈테이너 바술카와 우디 바술카가 결성하고 비디오 감독 드미트리 데뱌트킨과 슈리다르 바파트가 힘을 보탠 활동단체 '더 키친' (The Kitchen)이 특히 주류가 되어, 여러 젊은 작가들을 하나로 뭉치는 역할을 하였다. 여러 대의 모니터나 화면을 이용한 다채널 비디오아트 작품이 등장한 것도 이 시기인데, 그 대표작으로는 아이러 슈나이더와 프랭크 질레트의 〈Wipe Cycle〉이 있다. 이 작품은 1969년 뉴욕의 하워드 와이즈 갤러리에서 열린 〈창조매체로서의 TV〉 (TV as a Creative Medium)전을 계기로 처음 전시되었다. 총 아홉 대의 텔레비전 수상기가 설치된 구성의 〈Wipe Cycle〉은 전시실 방문객의 실시간 영상, 상업용 텔레비전 방송 영상, 사전 녹화 테이프의 영상을 혼합해 보여준다. 영상은 한 화면에서 다른 화면으로 정교한 연출에 따라 옮겨지는 구성이다.
한편 미국 서부에서는 1970년 산호세 스테이트 텔레비전 스튜디오의 윌러프비 샤프가 아티스트와의 대담을 담은 비디오테이프 연작인 〈비디오뷰〉(Videoviews)를 제작하기 시작하였다. 〈비디오뷰〉에 출연하여 샤프와 대담한 인물로는 브루스 노먼 (1970년), 요제프 보이스 (1972년), 비토 아콘치 (1973년), 크리스 버든 (1973년), 로웰 달링 (1974년), 데니스 오펜하임 (1974년)이 있었다. 같은 해 1970년 샤프는 비토 아콘치, 테리 폭스, 리처드 세라, 키스 소니어, 데니스 오펜하임, 윌리엄 웨그맨이 참여하는 비디오 아트 전시회 〈바디 워크〉 (Body Works)를 기획, 샌프란시스코에 자리한 톰 마리오니의 개념미술 박물관에서 진행하였다.
유럽에서는 발리 엑스포르트의 영상 작품 〈가족 마주하기〉 (Facing a Family, 1971년)가 발표되었는데 텔레비전 방송에 난입하는 작품, 방송 비디오 아트의 첫 사례로 평가되고 있다. 해당 작품은 1971년 2월 2일 오스트리아의 TV 방송 프로그램 〈콘탁테〉 (Kontakte)에 처음 방송되었는데, TV를 보면서 저녁을 먹는 부유한 가족을 보여주는 내용으로, 똑같은 행위를 하고 있는 시청자들을 거울처럼 비추는 효과를 의도하였다. 엑스포르트는 텔레비전이 주제와 관중, 방송의 관계를 뒤얽히게 만든다는 철학을 드러냈다. 비슷한 사례로, 영국에서는 데이비드 홀의 〈TV 방해〉 (1971년)이 발표되었는데 스코틀랜드의 한 방송에 어떠한 예고나 설명 없이 난입하였다.

### 1980년대~1990년대

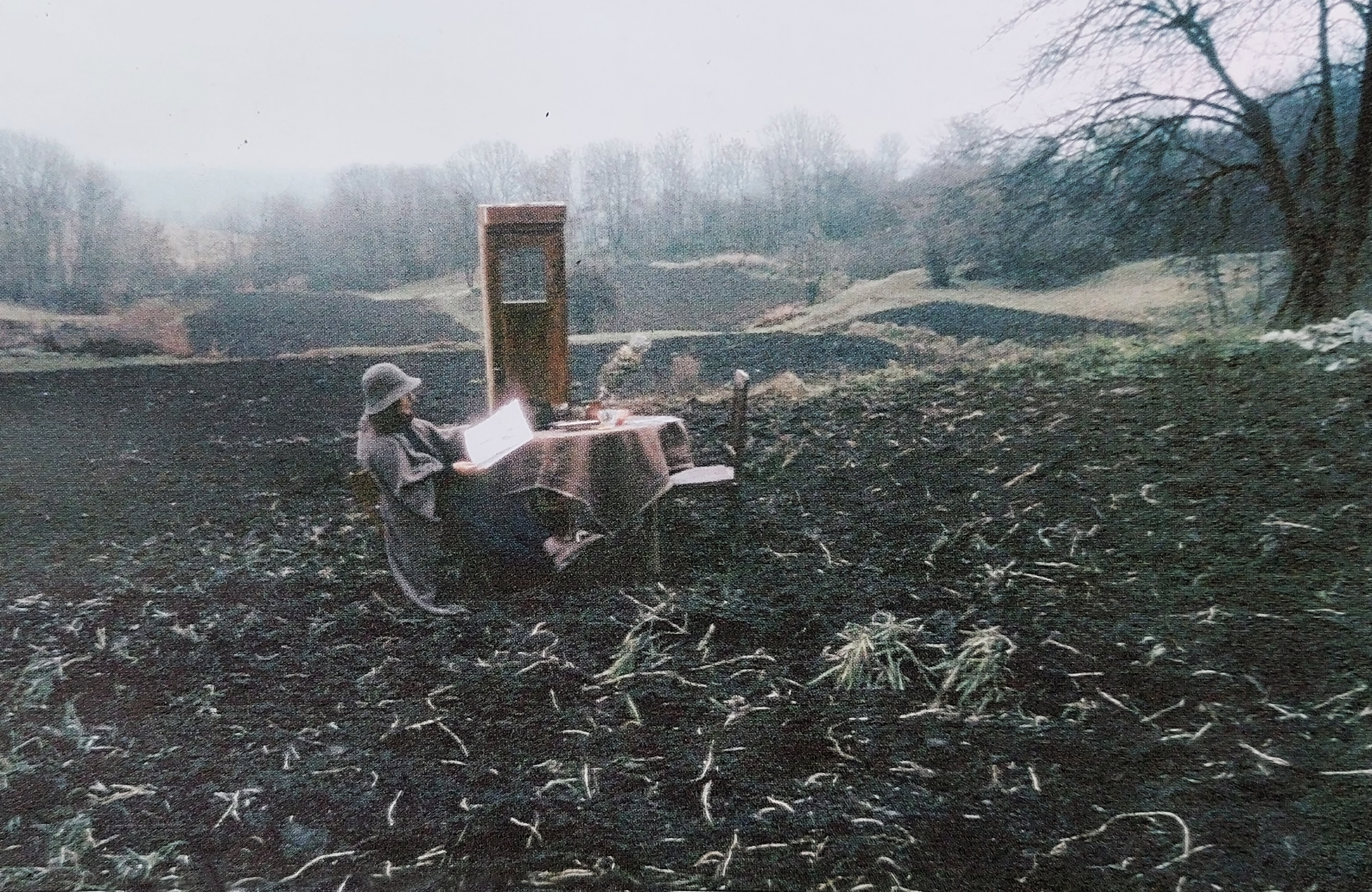
글리브 빈치스의 〈재구성〉 (Reconstructions, 1995년)

1980년대가 되자, 영상 편집 기기의 가격이 내려가면서 일반 대중의 접근성이 향상되고 보편화되는 길이 열렸다. 또 개인용 컴퓨터의 보급과 함께 영상 편집 프로그램을 쉽게 이용할 수 있게 되면서, 비디오 아티스트, 나아가 디지털 미디어 아티스트가 비디오 매체와 상호작용하는 방식을 바꾸었다. 이에 따라 비디오 아트 작가들은 상호작용성과 비선형성과 같은 다양한 주제를 등장시키고 탐구하였다.
다른 한편으로, 편집 프로그램을 통한 기술적 자유라는 것이 예술가들을 위해서였지 관객을 위한 것이 아니라는 비판도 제기되었다. 일부 작가들은 관객들이 디지털 작품을 물리적으로 탐구할 수 있도록 물리적 기술과 디지털 기술을 결합하기도 했는데, 그 예로 제프리 쇼의 《읽을 수 있는 도시》 (Legible City, 1988년~1991년)은 '관객'이 고정된 자전거 위에 올라 맨해튼, 암스테르담, 카를스루에의 가상 이미지를 탐방하도록 하였다. 각 도시의 이미지는 자전거 핸들의 방향과 페달의 속도에 따라 변화하며, 이를 통해 모든 관객에게 고유한 가상 환경을 제공하게 되었다.

## 같이 보기
- 미디어 아트
- 디지털 아트

## 관련 영상
- 백남준의 위성예술 1부 (1984년 방송)
- 백남준의 위성예술 2부 (1984년 방송)
- 백남준의 비디오아트세계 (1984년 방송)

## 참고 자료
- 이 문서에는 다음커뮤니케이션(현 카카오)에서 GFDL 또는 CC-SA 라이선스로 배포한 글로벌 세계대백과사전의 내용을 기초로 작성된 글이 포함되어 있습니다.